# Якобиты

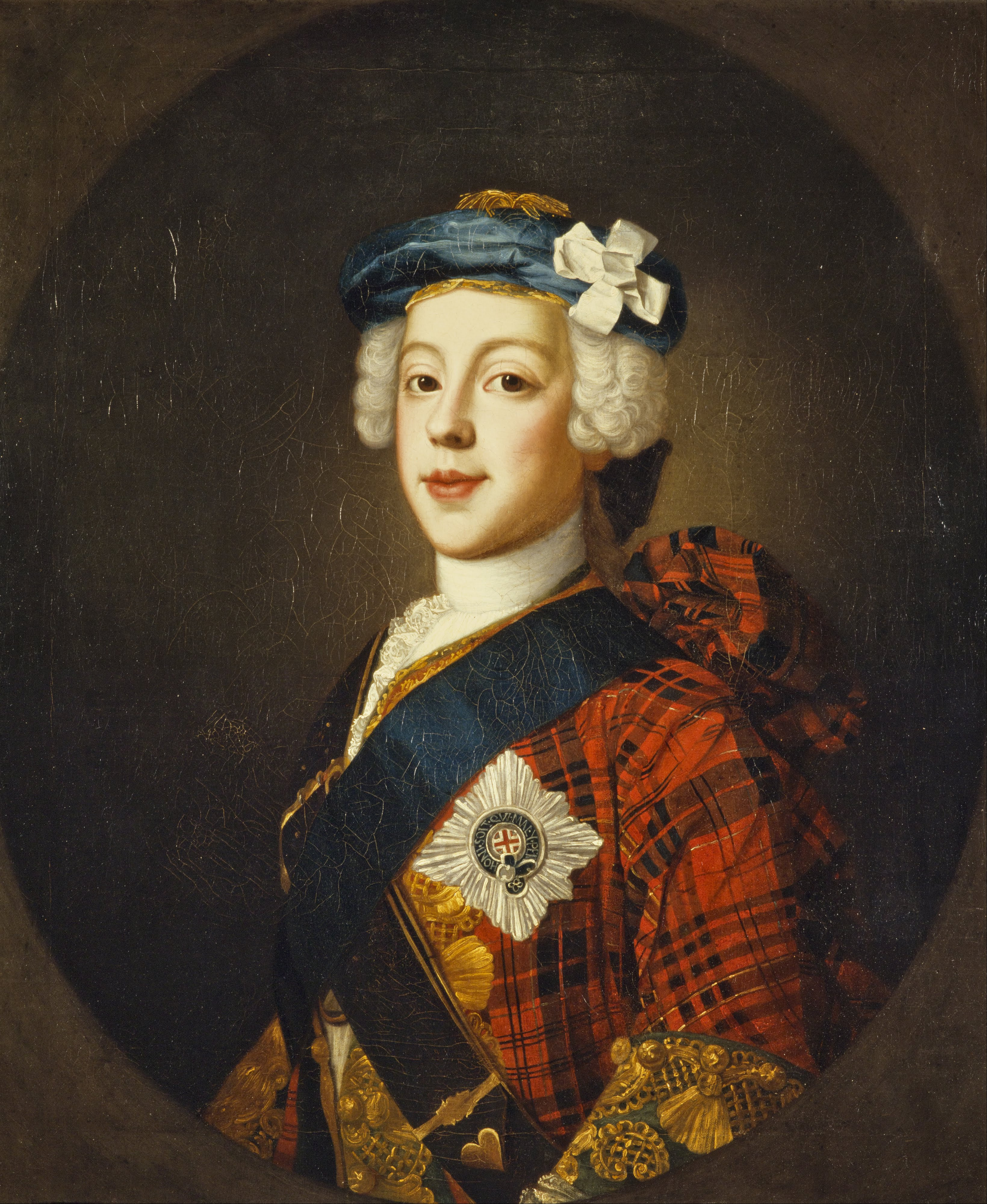
Чарльз Эдуард, «Красавчик принц Чарли», в шотландском голубом берете с белой кокардой якобитов

Якоби́ты (англ. Jacobites) — приверженцы изгнанного в 1688 году «Славной революцией» английского короля Якова II и его потомков, сторонники восстановления на английском престоле дома Стюартов.

## Политическая борьба

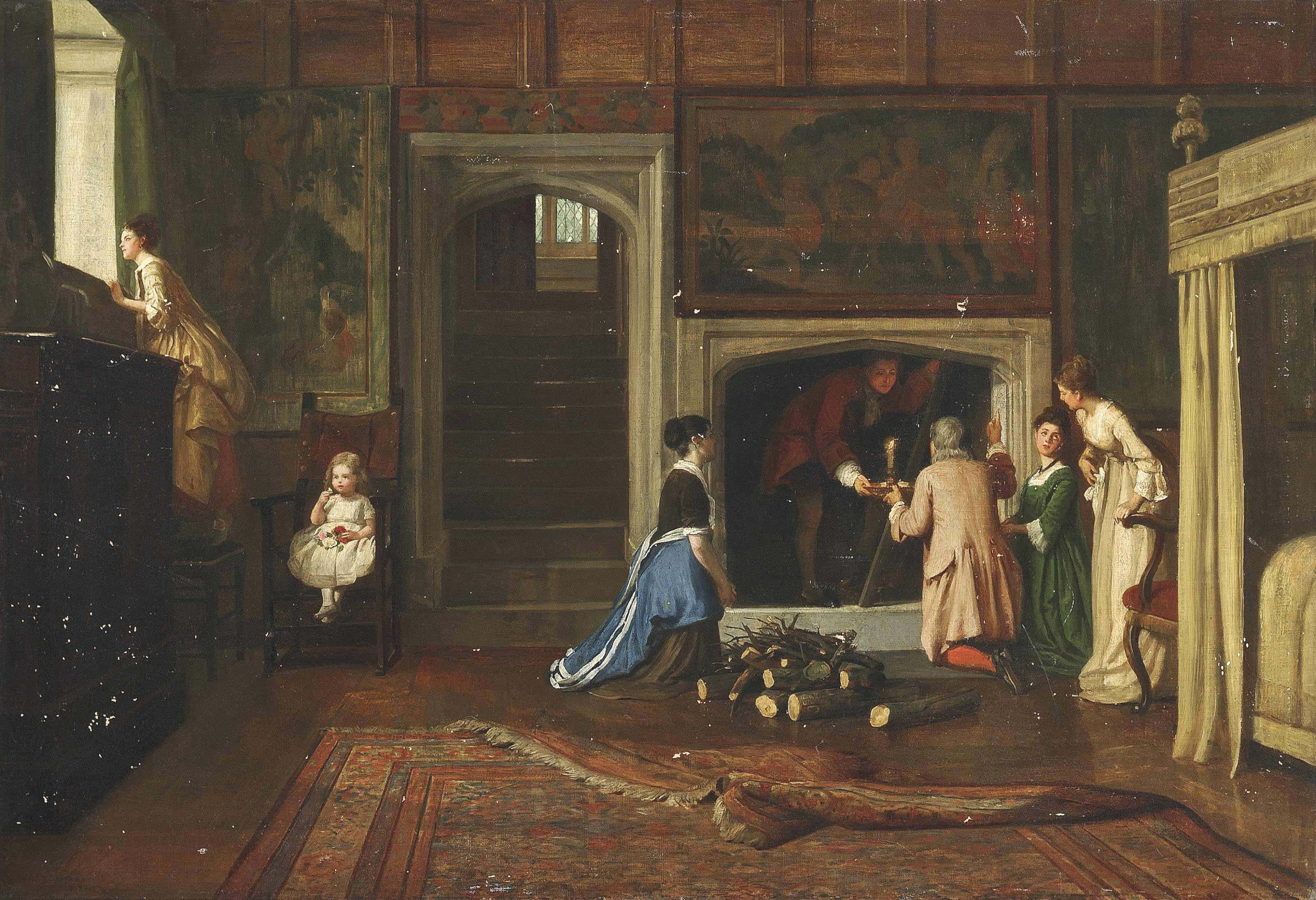
«Побег якобита». Худ. Уильям Фредерик Йимз (1868—1874)

### Предпосылки
После Славной революции 1688 года Яков II бежал с новорождённым сыном, принцем Уэльским Джеймсом Фрэнсисом Эдуардом, во Францию. Парламент провозгласил королями-соправителями его дочь-протестантку Марию II и зятя (одновременно племянника) Вильгельма III Оранского, штатгальтера Нидерландской республики. Мария умерла в 1694 году а её супруг Вильгельм III в 1702 году, супруги не оставили потомства и престол унаследовала Анна, младшая дочь Якова, также протестантка .
Высадившись в 1689 году в Ирландии, Яков попытался осуществить реставрацию, но без всякого успеха. Восстание в его поддержку в Шотландии также было вскоре подавлено.
Ещё при жизни Вильгельма III в 1701 году был принят действующий до сих пор Акт об устроении, согласно которому католики исключались из английского престолонаследия, и после Анны корону должны были унаследовать потомки внучки Якова I Софии Ганноверской. После кончины Анны в 1714 году на британский престол вступил сын Софии курфюрст Брауншвейг-Люнебургский Георг I, ставший основателем Ганноверской династии.

### Эмиграция
Многие из приверженцев Якова II последовали за ним во Францию, где основали фамилии Макдональд, Берик, Диллон, Макмагон и другие. Потомками якобитов являются маршалы Франции Жак Макдональд и Патрис де Мак-Магон (Мак-Магон также был президентом Франции).

### База движения
Несравненно опаснее для новой английской династии были якобиты, оставшиеся на родине. К ним принадлежали многие тори Англии и Шотландии и почти всё дворянство горной Шотландии. Они, главным образом, противились слиянию Шотландии с Англией, которое состоялось лишь в 1707 году. В горной Шотландии и Ирландии движение якобитов приобрело характер национальной борьбы за независимость.
Некоторое время якобитов поддерживала Римско-католическая церковь (до самой кончины «старого претендента» в 1766 году), Франция (до Утрехтского мира 1713 года и затем смерти Людовика XIV в 1715 году) и ряд других католических стран, в том числе Испания; эта внешняя поддержка, однако, играла ограниченную роль в борьбе якобитов. Внутри самой Британии (кроме Ирландии и некоторых районов горной Шотландии) католики составляли ничтожное меньшинство и не могли служить серьёзной базой движения.

### Военные столкновения

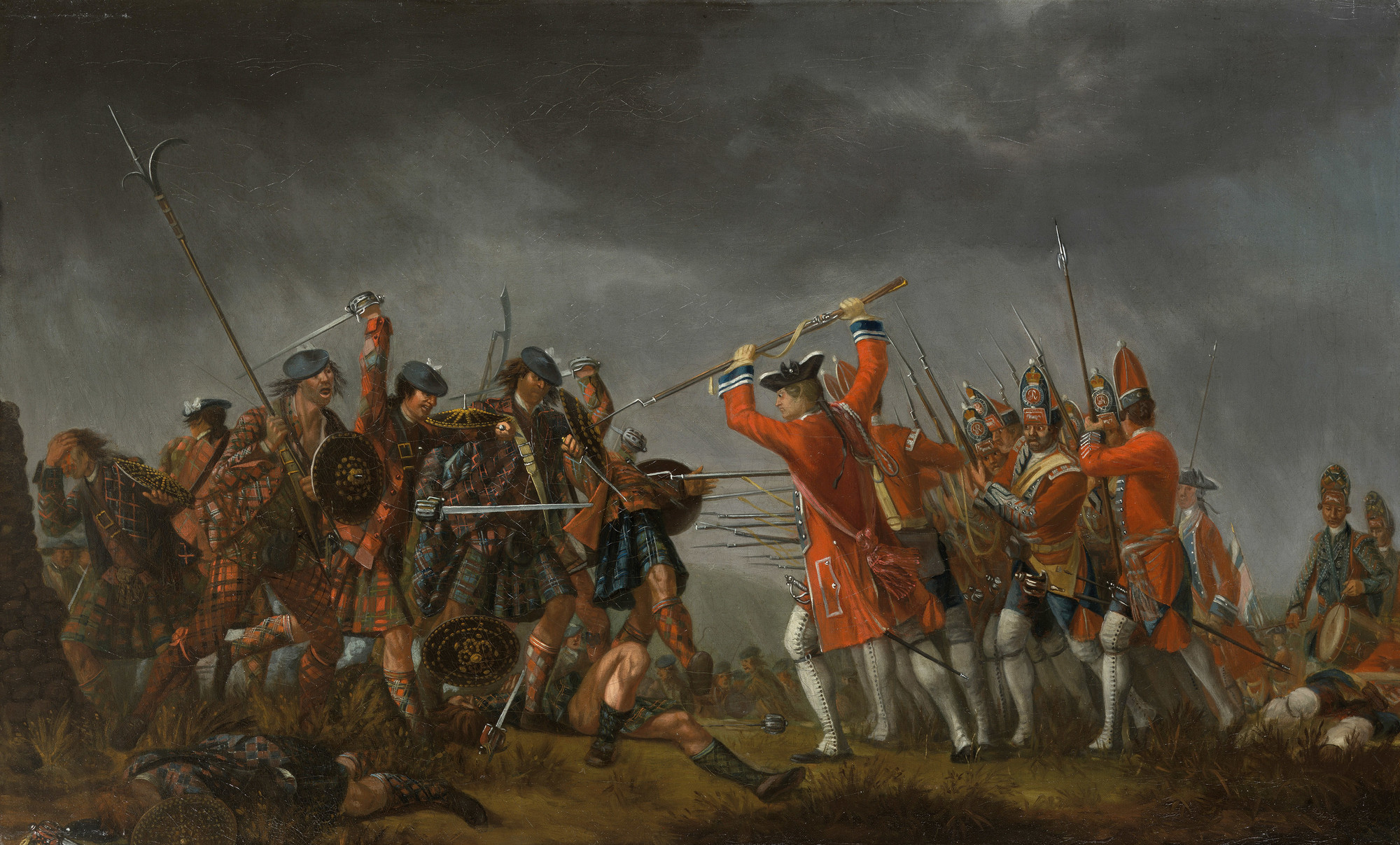
Сражение при Каллодене. Худ. Дэвид Морье (1746)

Якобитство было важной политической картой во время войны за испанское наследство. Сторонники протестантских королей (легалисты) выдвинули лозунг: «Против папы, дьявола и претендента» (англ. Against the Pope, the Devil and the Pretender).
Три раза (в 1715, 1719 и 1745 годах) якобиты поднимали открытое восстание, базой которого все три раза служила горная Шотландия, но безуспешно.

### Упадок якобитизма
После восстания 1745 года британские власти провели в Шотландии серьёзные репрессии, приняли законы о разоружении всех шотландских кланов, а также о запрете под страхом шестимесячного заключения (за рецидив — семилетней ссылки в заморские колонии) ношения гражданскими лицами клановых тартанов, килтов и другой традиционной одежды. Традиционная структура общества горной Шотландии в течение ближайших нескольких поколений была существенно разрушена.
При Георге III партия якобитов как сколько-либо серьёзная угроза перестала существовать. После смерти «Старого претендента» Джеймса Фрэнсиса Стюарта (1766) Ватикан признал законными королями Великобритании Ганноверскую династию. В 1788 году, после смерти его сына Карла Стюарта («Красавчика Чарли»), вождя восстания 1745 года, шотландское католическое меньшинство также признало центральную власть и с 1790 года стало молиться за короля Георга по имени. Ещё в 1782 году был отменён запрет на традиционную одежду.

### Наследие якобитов
Якобитские идеалы сохранялись в шотландской литературе и фольклоре, неоднократно упоминаются у Роберта Бёрнса (инвектива «Якобиты на словах»). Связь якобитского движения с последними битвами горных шотландских кланов способствует романтическому ореолу вокруг него и в наши дни.
В 1819 году был опубликован сборник якобитских песен, составленный Джеймсом Хоггом. Многие песни из сборника приобрели популярность среди шотландских фолк-исполнителей в 60-е годы XX века, например, песня Cam Ye O’er Frae France, высмеивающая Георга I.

## Якобитские претенденты
Якобитскими претендентами на английский и шотландский престолы были:
- Яков II (до смерти в 1701 году).
- «Старый претендент» (Джеймс, принц Уэльский, сын Якова II, живший во Франции под именем шевалье де Сент-Джордж), с 1701 по 1766 г. претендовал на английский престол как Яков III и на шотландский как Яков VIII.
- «Молодой претендент» (Чарльз Эдуард, старший сын предыдущего, известен как «Красавчик принц Чарли» англ. Bonnie Princie Charlie), с 1766 по 1788 г. претендовал на престол как Карл III. Возглавил шотландское восстание в 1745 г., действуя как «принц Уэльский» от имени отца.
- Генрих Бенедикт Стюарт, младший брат предыдущего. Кардинал Римско-католической церкви, епископ Остии, в последние годы декан Коллегии кардиналов, провёл всю жизнь в Италии. Среди приверженцев пользовался титулом «герцог Йоркский». После смерти брата стал претендентом на английский престол как Генрих IX, а на шотландский как Генрих I.

## Якобитское престолонаследие после 1807 года
Со смертью кардинала Генриха (1807) дом Стюартов пресёкся в мужском колене, и главенство в якобитской партии формально перешло, по женской линии, последовательно в сардинский (Савойская династия), моденский (Габсбурги) и баварский (Виттельсбахи) дома (а затем перейдёт в род князей Лихтенштейна). Однако католические представители этих домов никогда не предъявляли никаких претензий на английский или шотландский престолы, хотя небольшие группы идейных наследников якобитов в Шотландии по-прежнему почитают их как своих королей и принцев.
Якобитское престолонаследие после 1807 года (реальных претензий не предъявлялось):
- Карл Эммануил IV (1751—1819), бывший король Сардинии (отрёкся в 1802 году), из Савойской династии, потомок дочери Карла I Генриетты Анны Стюарт. «Карл IV, король Англии и Шотландии» (1807—1819).
- Виктор Эммануил I (1759—1824), король Сардинии (отрёкся в 1821 году), из Савойской династии, брат предыдущего. «Виктор I, король Англии и Шотландии» (1819—1824).
- Мария Беатриче Савойская (1792—1840), в замужестве герцогиня Моденская, дочь предыдущего. «Мария III, королева Англии, и Мария II, королева Шотландии»[1] (1824—1840).
- Франческо V д’Эсте (1819—1875), герцог Моденский (с 1846 года, свергнут в 1859 году), из династии Габсбургов-Эсте, сын предыдущей. «Франциск I, король Англии и Шотландии» (1840—1875).
- Мария Терезия Габсбург-Эсте (1849—1919), в замужестве принцесса, а затем королева Баварии (жена Людвига III), племянница предыдущего. «Мария IV, королева Англии, и Мария III, королева Шотландии» (1875—1919).
- Рупрехт Баварский (1869—1955), сын предыдущей. «Роберт I, король Англии, и Роберт IV, король Шотландии» (1919—1955).
- Альбрехт (принц Баварии) (1905—1996), сын предыдущего. «Альберт I, король Англии и Шотландии» (1955—1996).
- Франц, герцог Баварии (род. 1933), сын предыдущего. «Франциск II, король Англии и Шотландии» (с 1996).

Герцог Франц холост. «Наследником» английской и шотландской корон, согласно мнению части якобитов, является его младший брат принц Макс (род. 1937), затем (так как у Макса нет сыновей) — его дочь София (род. 1967), жена наследного князя Лихтенштейнского Алоиза, а затем — их сын Йозеф Венцель (род. 1995 в Лондоне; первый якобитский претендент, родившийся в Британии с 1688 года).

### Альтернативная линия
В 1812 году «Мария III, королева Англии, и Мария II, королева Шотландии» вышла замуж за родного дядю Франческо IV д’Эсте — то есть вступила в брак, не соответствующий обычаям ни Англии, ни Шотландии. Вследствие этого ни она, ни её потомки, по мнению другой части якобитов, не могут рассматриваться в качестве претендентов ни на тот, ни на другой из британских тронов.
В этом случае после смерти «Виктора I» якобитское престолонаследие выглядит следующим образом:
- Мария Тереза Савойская (1803–1879), в замужестве герцогиня Пармская, дочь «Виктора I». «Мария III, королева Англии, и Мария II, королева Шотландии» (1824—1879).
- Роберт I (герцог Пармский) (1848—1907), последний правящий герцог Пармы и Пьяченцы (1854—1860), внук предыдущей. «Роберт I, король Англии, и Роберт IV, король Шотландии» (1879—1907).
- Энрико Бурбон-Пармский (1873—1939), титулярный герцог Пармы и Пьяченцы, сын предыдущего. «Генрих X, король Англии, и Генрих II, король Шотландии» (1907—39).
- Джузеппе Бурбон-Пармский (1875—1950), титулярный герцог Пармы и Пьяченцы, брат предыдущего. «Иосиф I, король Англии и Шотландии» (1939—50).
- Элия Бурбон-Пармский (1880—1959), титулярный герцог Пармы и Пьяченцы, брат предыдущего. «Элия I, король Англии и Шотландии» (1950—59).
- Роберто Бурбон-Пармский (1909—1974), титулярный герцог Пармы и Пьяченцы, сын предыдущего. «Роберт II, король Англии, и Роберт V, король Шотландии» (1959—1974).
- Елизавета Бурбон-Пармская (1904—1983), принцесса Пармы и Пьяченцы. «Елизавета II, королева Англии и Шотландии»[2] (1974—1983).
- Мария Франческа Бурбон-Пармская (1906—1994), принцесса Пармы и Пьяченцы. «Мария IV, королева Англии, и Мария III, королева Шотландии» (1983—1994).
- Алиса Бурбон-Пармская (1917—2017), в замужестве — титулярная королева Обеих Сицилий. «Алиса I, королева Англии и Шотландии» (1994-2017).
- Педро (род. 1968), герцог Калабрийский, внук Алисы, граф ди Казерта, глава королевского дома Обеих Сицилий, один из претендентов на корону Обеих Сицилий, «Питер I, король Англии и Шотландии». (С 2017)
  - сын последнего Хуан (род. 2003), «принц Джон»[3].